# Sociedad opulenta original
La "sociedad próspera original" es la proposición que sostiene que la vida de los cazadores-recolectores puede considerarse como que incorpora un grado suficiente de comodidad material y seguridad para ser considerado próspero. La teoría se presentó por primera vez en un artículo presentado por Marshall Sahlins en un famoso simposio en 1966 titulado ' Man the Hunter '. Sahlins observa que la riqueza es la satisfacción de necesidades, "que pueden ser 'fácilmente satisfechas' ya sea produciendo mucho o deseando poco". Dada una cultura caracterizada por necesidades limitadas, Sahlins argumentó que los cazadores-recolectores podían vivir "abundantemente" a través de la satisfacción relativamente fácil de sus necesidades materiales.
En el momento del simposio, nuevas investigaciones realizadas por antropólogos, como el trabajo de Richard B. Lee sobre los !Kung del sur de África, desafió las nociones populares de que las sociedades de cazadores-recolectores siempre estaban al borde de la inanición y continuamente comprometidas en una lucha por la supervivencia. Sahlins recopiló los datos de estos estudios y los utilizó para respaldar un argumento integral que afirma que los cazadores-recolectores no sufrían privaciones, sino que vivían en una sociedad en la que "todas las necesidades de la gente se satisfacen fácilmente".

## Descripción general
La base del argumento de Sahlins es que las sociedades de cazadores-recolectores pueden alcanzar la riqueza deseando poco y satisfaciendo esas necesidades/deseos con lo que está disponible para ellos. A esto él lo llama el "camino Zen hacia la riqueza, que establece que las necesidades materiales humanas son finitas y pocas, y los medios técnicos son inmutables pero en general adecuados" (Sahlins, Original ). Esto lo compara con el camino occidental hacia la riqueza, que él llama el "camino Galbraithean " donde "las necesidades del hombre son grandes, por no decir infinitas, mientras que sus medios son limitados..." y "la brecha entre los medios y los fines puede eventualmente estrecharse por la productividad industrial". Así, Sahlins argumenta que las sociedades de cazadores-recolectores y occidentales toman caminos separados hacia la riqueza, la primera deseando poco, la segunda produciendo mucho. A través de esta comparación, Sahlins también enfatiza que las sociedades de cazadores-recolectores no pueden examinarse a través de un marco etnocéntrico al medir su riqueza. Por ejemplo, no se pueden aplicar los principios generales de la economía (principios que reflejan los valores occidentales y enfatizan el excedente) a los cazadores-recolectores ni se debe creer que la Revolución Neolítica trajo un progreso incuestionable.
Al alejarse de las nociones occidentales de riqueza, la teoría de la sociedad próspera original disipa las nociones sobre las sociedades de cazadores-recolectores que eran populares en el momento del simposio. Sahlins afirma que los cazadores-recolectores tienen una " dieta maravillosamente variada"  basada en la abundancia de la flora y la fauna locales. Esto demuestra que los cazadores-recolectores no existen en una mera economía de subsistencia sino que viven en la abundancia. A través del conocimiento de su entorno, los cazadores-recolectores pueden cambiar lo que los extranjeros pueden considerar recursos naturales escasos y poco fiables en ricos recursos de subsistencia. A través de esto, pueden mantenerse a sí mismos de manera efectiva y eficiente y minimizar la cantidad de tiempo dedicado a la adquisición de alimentos. "[L]a búsqueda de comida tiene tanto éxito que la mitad de las veces la gente no sabe qué hacer consigo misma". Los cazadores-recolectores también experimentan "opulencia sin abundancia"  ya que simplemente cumplen con los fines requeridos y no requieren excedentes ni posesiones materiales (ya que esto sería un obstáculo para su estilo de vida nómada ). La falta de excedentes también demuestra que confían en que su entorno les proporcionará continuamente. Al alimentarse solo para sus necesidades inmediatas entre abundantes recursos, los cazadores-recolectores pueden aumentar la cantidad de tiempo libre disponible para ellos. Por lo tanto, a pesar de vivir en lo que la sociedad occidental considera pobreza material, las sociedades de cazadores-recolectores trabajan menos que las personas que practican otros modos de subsistencia mientras satisfacen todas sus necesidades y, por lo tanto, aumentan su cantidad de tiempo libre. Estas son las razones por las que la sociedad próspera original es la de los cazadores-recolectores.
A través de su tesis sobre la sociedad opulenta, Sahlins deconstruyó las nociones entonces populares de que los cazadores-recolectores son primitivos y constantemente trabajan duro para evitar el hambre. Sin embargo, se debe tener en cuenta que ha habido mucho progreso en este campo desde 1966 y que las ideas sobre la categoría de cazador-recolector siempre están cambiando, con nuevos paradigmas emergiendo continuamente. También se debe reconocer que no se puede generalizar sobre las sociedades de cazadores-recolectores. Aunque han sido empujados a los márgenes de la sociedad, todavía hay muchas sociedades de este tipo en el mundo y difieren mucho entre sí.

## "Tiempo de trabajo" y "tiempo de ocio"
El argumento de Sahlins se basa en parte en estudios realizados por McCarthy y McArthur en Arnhem Land, y por Richard Borshay Lee entre los ! Kung. Estos estudios muestran que los cazadores-recolectores solo necesitan trabajar entre quince y veinte horas a la semana para sobrevivir y pueden dedicar el resto de su tiempo al ocio. Lee no incluyó el tiempo de preparación de alimentos en su estudio, argumentando que el "trabajo" debe definirse como el tiempo dedicado a reunir suficientes alimentos para el sustento. Cuando se sumó el tiempo total dedicado a la adquisición, el procesamiento y la cocción de alimentos, la estimación por semana fue de 44,5 horas para los hombres y 40,1 horas para las mujeres, pero Lee agregó que esto sigue siendo menos que el total de horas dedicadas al trabajo y las tareas domésticas en muchos países. hogares occidentales modernos.

### La jornada laboral de tres a cinco horas
Sahlins concluye que el cazador-recolector solo trabaja de tres a cinco horas diarias por trabajador adulto en la producción de alimentos. Usando datos recopilados de varias sociedades de forrajeo y encuestas cuantitativas realizadas entre Arnhem Landers de Australia y materiales cuantitativos catalogados por Richard Lee sobre los bosquimanos Dobe del Kalahari, Sahlins argumenta que las tribus de cazadores-recolectores pueden satisfacer sus necesidades trabajando aproximadamente 15- 20 horas por semana o menos.

## Crítica
La teoría de Sahlins ha sido cuestionada por varios académicos en el campo de la antropología y la arqueología. Muchos han criticado su trabajo por incluir solo el tiempo dedicado a la caza y la recolección, mientras que omite el tiempo dedicado a la recolección de leña, la preparación de alimentos, etc. Otros estudiosos también afirman que las sociedades de cazadores-recolectores no eran "prósperas", sino que padecían una mortalidad infantil extremadamente alta, enfermedades frecuentes y guerras perennes. Esto parece ser cierto no solo para las culturas históricas de forrajeo, sino también para las prehistóricas y primitivas.
David Kaplan recolectó referencias a varios problemas con la teoría de la "Sociedad Afluente Original" y especialmente los estudios de McCarthy y McArthur y Lee, incluidas las definiciones de "opulencia", "trabajo" y "ocio", la adecuación nutricional de los cazadores-recolectores. la dieta y la ocurrencia de "compartir la demanda", la presión constante para compartir como un desincentivo para un mayor esfuerzo.